# Bang Your Head

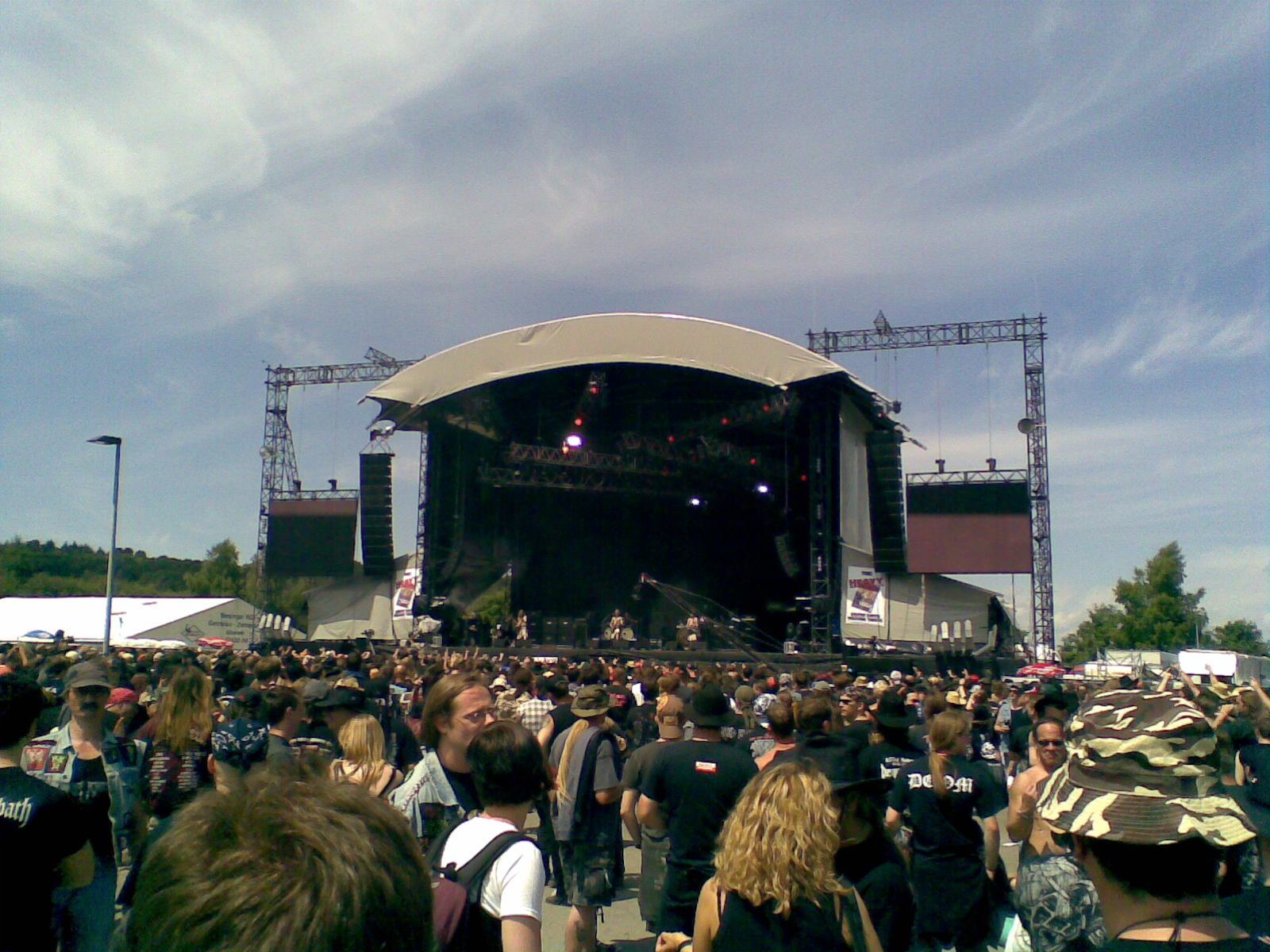
Bühne des Bang Your Head - Festivals, während des Ensiferum - Auftrittes (2008)

Das Freiluftkonzert Bang Your Head (stilisierte Schreibweise: Bang Your Head!!!) war ein ab 1996 jährlich im Frühsommer stattfindendes Metal-Festival in Balingen im Zollernalbkreis in Baden-Württemberg. Nachdem die Veranstaltung 2020, 2021 und 2022 wegen der Corona-Pandemie abgesagt wurde, wurde die für 2023 geplante Veranstaltung kurzfristig aus wirtschaftlichen Gründen abgesagt und anschließend verkündet, das Festival einzustellen.

## Geschichte
Die erste Ausgabe fand 1996 als Party mit 600 Zuschauern statt, darunter Werbekunden, Heavy, oder was!?-Abonnenten und „Szene-Insider“ der Umgebung.
Der Name des Festivals leitet sich vom „Headbangen“ ab, einer Art Tanz, die unter Metal-Fans sehr beliebt ist.
Bis 1998 fand das Festival in der Stefan-Hartmann-Halle in Tübingen statt. Doch dann reichte der Platz für die steigende Anzahl der Besucher nicht mehr aus und der Veranstalter Horst Odermatt wagte das Risiko, das Bang Your Head 1999 erstmals als Freiluftkonzert zu organisieren. Mit dem Balinger Messegelände fand man schließlich einen geeigneten Platz. Das Festival gewann rasch an Bekanntheit und Beliebtheit und wurde bis zuletzt wegen seiner entspannten Atmosphäre und dem stiltreuen Publikum geschätzt.
2005 fand das zehnte Bang-Your-Head-Festival statt. 22 Bands, die alle schon einmal zu Gast gewesen waren, traten auf. Das Festival war bereits wenige Tage vor der Veranstaltung mit 20.000 Besuchern ausverkauft. Es wurde von einem großen Unwetter überschattet: Regen, Hagel und Sturm verwüsteten die Campingflächen, so dass etwa 500 Musikfans evakuiert werden mussten. 40 Personen wurden verletzt und es entstanden erhebliche Sachschäden.
2009 wurde der Campingplatz, das sogenannte „Metalcamp“, aufgrund von Platzproblemen verlegt. Es befindet sich nun auf einem weiter entfernten rund 100.000 Quadratmeter großen Areal mit Supermarkt, Partyzelt (mit Bewirtung), Duschanlagen, ausreichend Dixie-Toiletten und Shuttle-Bus-Anbindung zum Festivalgelände.
2010 spielen erstmals in der Volksbank-Messehalle an jedem Abend drei Bands als Alternativprogramm auf.
2015 wurde das 20-jährige Jubiläum des Festivals unter dem Motto Best of the Best begangen. Dabei waren alle bis auf eine neue Band (Dream Theater) schon einmal zu Gast gewesen und das Festival dauerte drei statt bisher zwei Tage. Die ersten Bands wurden schon auf dem Festival 2014 bekanntgegeben.
2018 wurde 20 Jahre Open Air zelebriert, weil das Festival seit 1999 in Balingen als Open Air ausgerichtet wurde. Im Vorfeld des Festivals 2018 wurde auf einem Promoplakat das Motto „End of an Era“ verkündet. Gerüchten um ein Ende des Festivals begegnete der Veranstalter Horst Franz mit einer emotionalen Ansprache, in der die angespannte finanzielle Lage bezüglich der Headliner-Gagen, Shitstorms im Internet gegen das Festival sowie das Überangebot an Festivals thematisiert wurden. „End of an Era“ stünde allerdings für einen Umbruch, nämlichen müssten neue Headliner gefunden sowie der Ticketpreis für 2019 um 20 Euro angehoben werden. Schließlich fand das Festival 2019 wie geplant vom 11. Juli bis zum 13. Juli statt.
In den Jahren 2020 und 2021 musste das Festival auf Grund der COVID-19-Pandemie und den damit einhergehenden Maßnahmen zur Pandemiebekämpfung ausgesetzt werden und wurde auf 2022 verschoben. In einem Videostatement im Mai 2022 erklärte der Veranstalter die erneute Verschiebung des Festivals auf 2023 und nannte als Gründe neben seiner angegriffenen Gesundheit die Teuerungsraten durch die COVID-19-Pandemie, den Ukraine-Krieg sowie der Personalmangel durch Corona. Schließlich wurde angekündigt, dass das Festival 2023 unter Zuhilfenahme eines Kooperationspartners stattfinden wird. Jedoch wurde das Festival 2023 Anfang Mai des Jahres erneut abgesagt und angekündigt, dass das Festival nicht mehr stattfinden wird.
Der Veranstalter Horst Franz verstarb Anfang April 2024.

## Bekannte Bands
Zu den bekanntesten Musikgruppen und Headlinern des Festivals gehören:
Megadeth, Motörhead, Anthrax, Saxon, Deep Purple, Hammerfall, Foreigner, Alice Cooper, Scorpions, U.D.O., Dio, Heaven and Hell, Doro, Judas Priest, Nightwish, Rhapsody, Slayer, Amon Amarth, Thin Lizzy, Twisted Sister, Children of Bodom, Helloween, Gamma Ray, In Flames, Stratovarius, Y&T, Edguy, Accept, Kreator

## Wissenswertes
- Am Vorabend des Festivals fand bis 2008 jedes Jahr eine Warm-Up-Show mit einigen Bands des Line-Ups in Hechingen statt, seit 2009 in der Messehalle Balingen.
- Die Band Foreigner brachte von ihrem Auftritt 2006 eine Live-DVD mit dem Titel Live at Bang Your Head Festival heraus.
- Seit 2015 fand das Festival dreitägig statt.

## Line-Ups

### Stefan-Hartmann-Halle Tübingen-Hirschau

#### 1996
Blind Guardian (mit Gastauftritt Kai Hansen),
Glenmore,
Tokyo Blade,
Savage

#### 1997
Gamma Ray,
Flotsam and Jetsam,
Virgin Steele,
Sinner,
Demon,
Sacred Steel,
Hammerfall (mit Gastauftritt Andy Mück)

#### 1998, 18.–19. September
Iced Earth,
Stratovarius,
Grave Digger,
Glenmore,
Nasty Savage,
Wardog (mit Gastauftritt Bruce Dickinson),
Tank (mit Gastauftritt Tom Angelripper),
Kamelot,
Black Symphony,
Brainstorm,
Wicked Angel

### Messegelände Balingen („Open Air“)
(Aufstellung ohne Warm-Up- und Club-Shows)

#### 1999, 18.–19. Juni
Deep Purple,
Motörhead,
Dio,
Hammerfall,
W.A.S.P.,
Grave Digger,
Pretty Maids,
Destruction,
Lizzy Borden,
Riot,
Pink Cream 69,
Metalium,
Temple of the Absurd,
Steel Prophet,
Marshall Law,
Labyrinth,
Get Animal

#### 2000, 30. Juni–1. Juli
Scorpions,
Running Wild,
Doro,
Demons & Wizards,
Saxon,
Jag Panzer,
Rage,
Krokus,
U.D.O.,
Virgin Steele,
Watchtower,
Primal Fear,
Axxis,
Manilla Road.
Jacob’s Dream,
Edguy,
Exciter,
Destiny’s End,
Lefay,
Evergrey,
Rawhead Rexx,
Chinchilla

#### 2001, 29.–30. Juni
Dee Snider,
Judas Priest,
Savatage,
Stratovarius,
Megadeth,
Uriah Heep,
Rose Tattoo,
Axel Rudi Pell,
Armored Saint,
Six Feet Under,
Kreator,
Company of Snakes,
Vicious Rumors,
Kamelot,
Helstar,
Anvil,
Brainstorm,
Solitude Aeternus,
Squealer,
Eidolon,
Tierra Santa,
Couragous

#### 2002, 28.–29. Juni
Slayer,
Saxon,
Halford,
Nightwish,
Doro,
Fozzy,
Gamma Ray,
Nevermore,
Rawhead Rexx,
Iron Savior,
Candlemass,
Titan Force,
Bonfire,
Shakra,
Jag Panzer,
Vanden Plas,
Rhapsody,
Tankard,
Rival,
Mägo de Oz,
S.A. Adams

#### 2003, 27.–28. Juni
Twisted Sister,
Dio,
Thin Lizzy,
Hammerfall,
U.D.O.,
Sodom,
Overkill,
Hypocrisy,
Y&T,
Dokken,
TNT,
Annihilator,
Masterplan,
Amon Amarth,
Brainstorm,
Axxis,
Pink Cream 69,
Rob Rock,
Bitch,
Angel Witch,
Destructor,
Hirax

#### 2004, 25.–26. Juni
Iced Earth,
Alice Cooper,
Queensryche,
Sebastian Bach,
Gotthard,
Testament,
Children of Bodom,
UFO,
Anthrax,
Magnum,
Primal Fear,
Death Angel,
Blaze,
Lillian Axe,
Kingdom Come,
Omen,
Shok Paris,
Angel,
Ruffians,
Ballistic,
Cage,
Majesty

#### 2005, 24.–25. Juni
Twisted Sister,
Motörhead,
Dio,
Saxon,
Mike Tramp’s White Lion,
Hanoi Rocks,
Doro,
U.D.O.,
Sebastian Bach,
Gamma Ray,
Nevermore,
Krokus,
Axel Rudi Pell,
Destruction,
Virgin Steele,
Amon Amarth,
Tankard,
Candlemass,
Jag Panzer,
Morgana Lefay,
Exciter,
Nasty Savage,
Vicious Rumors,
Demon

#### 2006, 23.–24. Juni
Whitesnake,
In Flames,
Foreigner,
Stratovarius,
Helloween,
Y&T,
Pretty Maids,
Rik Emmett,
Jon Oliva’s Pain,
Death Angel,
Unleashed,
Armored Saint,
Flotsam and Jetsam,
Vengeance,
Anvil,
Leatherwolf,
Raven,
Victory,
Count Raven,
Communic,
Powerwolf,
Hellfueled

#### 2007, 22.–23. Juni

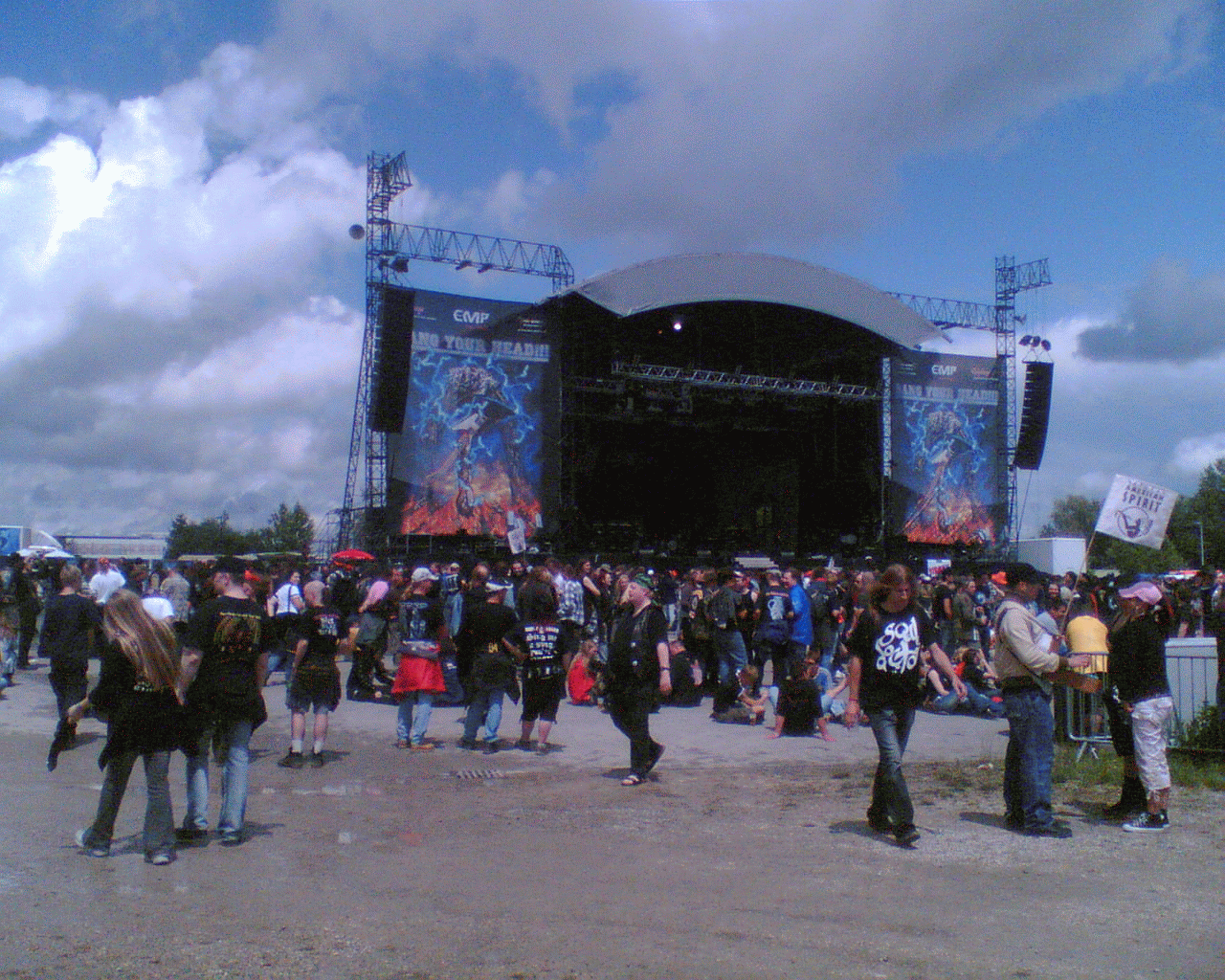
Bühne des Bang Your Head-Festivals am Morgen (2007)

Heaven and Hell feat. Dio,
Iommi,
Butler & Appice,
Edguy,
Hammerfall,
Amon Amarth,
Thunder,
W.A.S.P.,
Dark Tranquillity,
Nazareth,
Evergrey,
Brainstorm,
Vicious Rumors,
Finntroll,
Lethal,
Amorphis,
Praying Mantis,
Mercenary,
Girlschool,
Powermad,
Wolf,
Mystic Prophecy,
Adramelch,
Archer,
Age of Evil

#### 2008, 27.–28. Juni

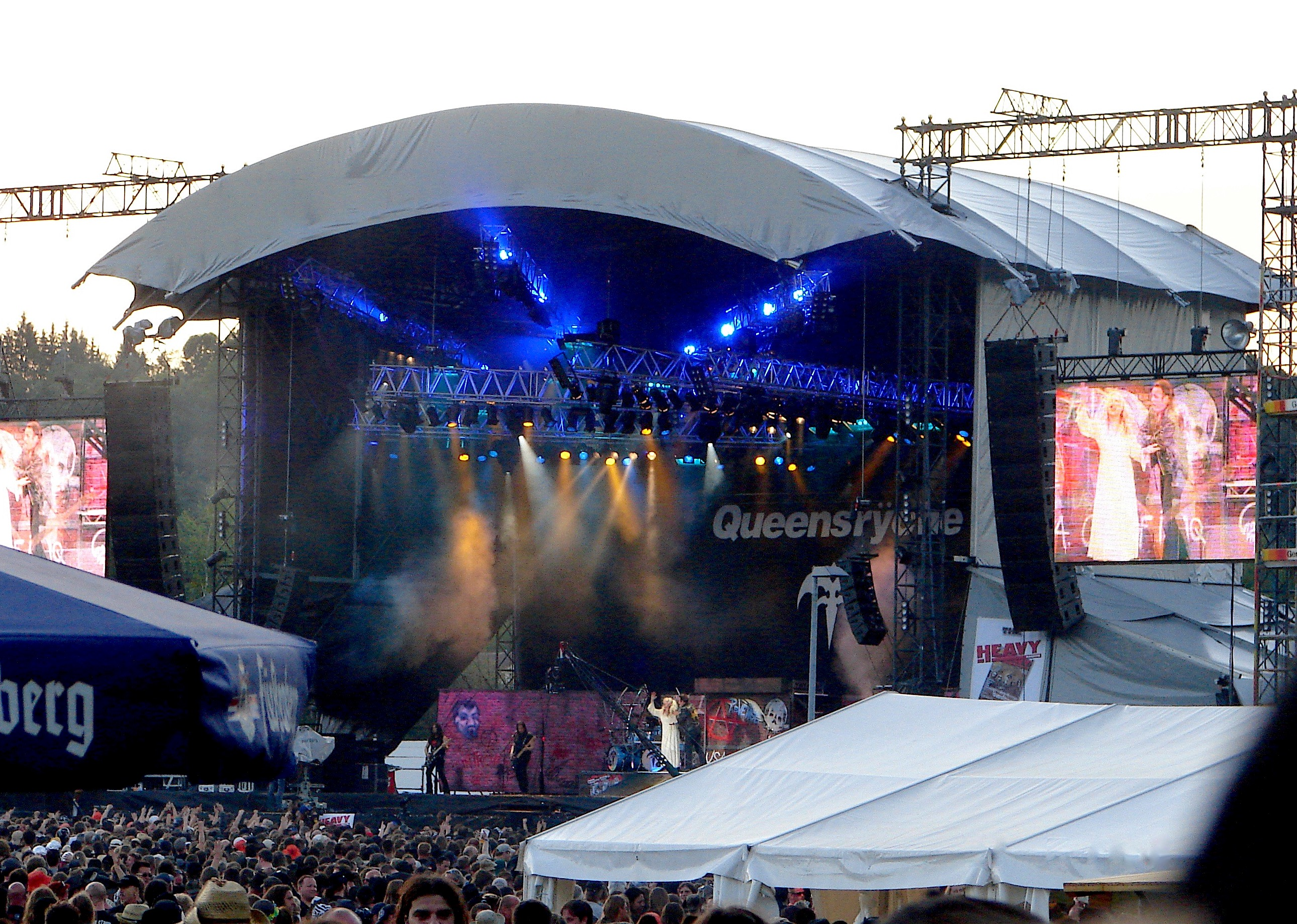
Queensrÿche beim Bang Your Head Festival (2008)

Judas Priest,
Saxon,
Iced Earth,
Queensrÿche,
Rage,
White Lion,
Yngwie Malmsteen,
Great White,
Ensiferum,
Grave Digger,
Tankard,
Obituary,
Onslaught,
Korpiklaani,
Forbidden,
Lizzy Borden,
Agent Steel,
Secrecy,
Breaker,
Týr,
Age of Evil,
Contracrash,
Hardcore Superstar (nicht aufgetreten)

#### 2009, 26.–27. Juni
Blind Guardian,
Journey,
W.A.S.P.,
U.D.O.,
Y&T,
Lita Ford,
Exodus,
Sodom,
Hardcore Superstar,
Sacred Reich,
Warrior,
Primordial,
Pink Cream 69,
Voivod,
Driver,
Ross the Boss,
Powerwolf,
Kissin’ Dynamite,
Lääz Rockit,
Alestorm,
Cloven Hoof,
Hatstik

#### 2010, 16.–17. Juli
Twisted Sister,
Hammerfall,
Queensrÿche,
Krokus,
Doro,
Nevermore,
Jon Oliva’s Pain,
Dark Tranquillity,
Fates Warning,
Sabaton,
Loudness,
Destruction,
Anvil,
Hades,
The Quireboys,
Grand Magus,
The Haunted,
Forbidden,
Treat,
Artillery,
Darkane,
Sacred Steel,
Dew-Scented,
Bullet,
Savage Grace,
Enforcer,
Toxin,
The New Black

#### 2011, 15.–16. Juli
Slayer,
Accept,
Helloween,
Immortal,
Quiet Riot,
Lordi,
Amorphis,
Sonata Arctica,
Pretty Maids,
Overkill,
Death Angel,
Crimson Glory,
D-A-D,
Hardcore Superstar,
Legion of the Damned,
Asphyx,
Psychotic Waltz,
Desaster,
Tygers of Pan Tang,
Jeff Scott Soto,
Stormwarrior,
Portrait,
Metal Inquisitor,
Astral Doors,
Crystal Viper,
Crashdïet (nicht aufgetreten, stattdessen Human Zoo),
Cripper,
Ivanhoe

#### 2012, 13.–14. Juli
Edguy,
Venom,
Gotthard,
Thin Lizzy,
Sabaton,
Arch Enemy,
Kamelot,
Primal Fear,
Exodus,
Primordial,
Tankard,
Powerwolf,
The Devil’s Blood,
Axxis,
Pain,
Firewind,
Armored Saint,
Moonsorrow,
Wizard,
Suicidal Angels,
Diamond Head,
Breaker,
Vanderbuyst,
Warbringer,
Sister,
Lanfear,
Orden Ogan,
Forensick,
Crashdïet

#### 2013, 12.–13. Juli
Accept,
Saxon,
Lordi,
Iced Earth,
Raven,
Fleshcrawl,
Stratovarius,
Pretty Maids,
At the Gates,
Thunder,
Tokyo Blade,
Sanctuary,
Entombed,
Masterplan,
H.E.A.T,
Rage,
Exumer,
Morgana Lefay,
Die Apokalyptischen Reiter,
Angel Witch,
Lake of Tears,
Fleshcrawl,
Hell,
Crazy Lixx,
Dream Evil,
Crematory,
Onslaught,
Alpha Tiger,
Artillery,
Rebellious Spirit,
Wanted Inc.

#### 2014, 11.–12. Juli
Twisted Sister,
Europe,
Axel Rudi Pell & Friends mit Steeler-Reunion,
Anthrax,
Michael Schenker’s Temple of Rock,
Sebastian Bach,
Stryper,
Unisonic,
Exodus,
Obituary,
Riot,
Rob Rock,
Ektomorf,
Omen,
Grave,
Schirenc plays Pungent Stench,
The Exalted Piledriver,
Kissin’ Dynamite,
Warlord,
Delain,
Mad Max,
Atlantean Kodex,
More,
Evocation,
Hirax,
Accu§er,
Vain,
Traitor

#### 2015, 16.–18. Juli
Accept,
Kreator,
Arch Enemy,
W.A.S.P.,
Y&T,
Primordial,
Tank,
Pretty Maids,
Morgana Lefay,
Exciter,
Hirax,
Omen,
Tygers of Pan Tang,
Dream Theater,
Flotsam and Jetsam,
Death Angel,
Grand Magus,
Finntroll,
Sabaton,
Anvil,
Asphyx,
Enforcer,
Crazy Lixx,
Destruction,
Exumer,
H.E.A.T,
Hardcore Superstar,
Loudness,
Onslaught,
Orden Ogan,
Portrait,
Queensrÿche,
Primal Fear,
Refuge,
Sonata Arctica,
Stormwitch,
Suicidal Angels,
Warrant

#### 2016, 14.–16. Juli
Slayer,
Twisted Sister,
Carcass,
Testament,
Uriah Heep,
Grave Digger,
Candlemass,
Metal Church,
DragonForce,
Nazareth,
The Dead Daisies,
Great White,
Tankard,
Girlschool,
Crematory,
Equilibrium,
Ektomorf,
Sacred Reich,
Tyketto,
Impellitteri,
Threshold,
Unleashed,
Dare,
Delain,
Freedom Call,
Manilla Road,
Leatherwolf,
Satan,
Battle Beast,
Tigertailz,
Babylon A.D.,
Night Demon,
Stallion,
Black Trip,
Warpath,
Dirkschneider

#### 2017, 13.–15. Juli
Almanac, Angelus Apatrida, Assassin, Axxis, Bullet, Crystal Viper, Dead Lord, Demon, Denner/Sherman, Diamond Head, disbelief, Dokken, Eclipse, Entombed A.D., Evil Invaders, Firewind, Gloryhammer, Hammerfall, Kataklysm, Killcode, Krokus, Lee Aaron, Magnum, Manegarm, Michael Schenker Fest, Orden Ogan, Paragon, Raven, Riot V, Rose Tattoo, Satyricon, Sepultura, Slaughter, Steve Grimmett’s Grim Reaper, Saxon, The Unity, Toxik, Vain, Vicious Rumors, Venom, Vince Neil, Vicious Rumors

#### 2018, 12.–14. Juli
Accept,
Alestorm,
Alpha Tiger,
Amaranthe,
Amorphis,
Annihilator,
Burning Witches,
Cloven Hoof,
Crashdïet,
Crazy Lixx,
Debauchery,
Doro,
Eclipse,
Europe,
Exodus,
Girlschool,
God Dethroned,
Hexx,
Insomnium,
Jag Panzer,
Kickin Valentina,
Loudness,
Mob Rules,
Monument,
Mystic Prophecy,
Night Demon,
Overkill,
Powerwolf,
Pretty Maids,
Primal Fear,
Primordial,
Reckless Love,
Refuge,
Skeletonwitch,
Striker,
Tygers of Pan Tang,
Visigoth,

#### 2019, 11.–13. Juli
Armored Saint, Attic, Audrey Horne, Avantasia, Battle Beast, Beast in Black, Brainstorm, Candlemass, Cirith Ungol, Dark Tranquillity, Dream Evil, Dust Bolt, Einherjer, Ektomorf, Endlevel, Enforcer, Evergrey, Exhorder, Flotsam and Jetsam, Sons of Sound (als Ersatz für Grailknights), Grave Digger, Hardcore Superstar, I’ll Be Damned, Keep of Kalessin, Krokus, Mantar, Metal Church, The Night Flight Orchestra, Omnium Gatherum, Picture, Ram, Ross the Boss, Screamer, Skid Row, Sorcerer, Soulfly, Steel Panther, Stormwarrior, Traitor, Tribulation, Venom Inc., Visions of Atlantis, Warkings

#### 2020, 16.–18. Juli (abgesagt)
Das Festival wurde wegen der COVID-19-Pandemie abgesagt. Angekündigt waren:
Ace Frehley, Angelus Apatrida, Anthem, Atlantean Kodex, Benediction, Blizzen, Phil Campbell and the Bastard Sons, Fifth Angel, Hardcore Superstar, Heathen, The Iron Maidens, Kissin’ Dynamite, Leatherwolf, Legion of the Damned, Lord Vigo, Memoriam, Midnight, Night Demon, Onslaught, Praying Mantis, Rage, Riot V, Shakra, Skull Fist, Snakebite, Space Chaser, Suicidal Angels, Tankard, Unleashed, Victory, Winterstorm

#### 2021, 15.–17. Juli (abgesagt)
Das Festival wurde wegen der COVID-19-Pandemie abgesagt. Angekündigt waren:
Saxon, Epica, Ace Frehley, Benediction, Angelus Apatrida, Solstice, Anthem, Atlantean Kodex, Benediction, Blizzen, Phil Campbell and the Bastard Sons, Fifth Angel, Hardcore Superstar, Heathen, The Iron Maidens, Kissin’ Dynamite, Leatherwolf, Legion of the Damned, Lord Vigo, Memoriam, Midnight, Night Demon, Onslaught, Praying Mantis, Rage, Riot V, Shakra, Skull Fist, Snakebite, Space Chaser, Suicidal Angels, Tankard, Unleashed, Victory, Winterstorm

#### 2022, 14.–16. Juli (abgesagt)
Das Festival wurde abgesagt. Angekündigt waren:
Saxon, Epica, Ace Frehley, Benediction, Angelus Apatrida, Solstice, Anthem, Atlantean Kodex, Blizzen, Phil Campbell and the Bastard Sons, Fifth Angel, Hardcore Superstar, Heathen, The Iron Maidens, Kissin’ Dynamite, Leatherwolf, Legion of the Damned, Lord Vigo, Memoriam, Midnight, Night Demon, Onslaught, Praying Mantis, Rage, Riot V, Shakra, Skull Fist, Snakebite, Space Chaser, Suicidal Angels, Tankard, Unleashed, Victory, Winterstorm